# Sextante

Esquema de um sextante náutico

O sextante é um instrumento usado  para medir a distância angular na vertical entre um astro e a linha do horizonte para fins de cálculo da posição e para corrigir os eventuais erros da  navegação estimada, mas nada impede que seja usado para calcular distâncias medindo ângulos verticais desde o ponto de observação até um dado objeto, por exemplo, um farol.
Dada a altura do farol, o ângulo observado desde a ponta superior do farol até ao nível do mar dá, consultando uma tabela, a distância ao farol. O sextante pode ainda ser utilizado para medir ângulos horizontais entre objectos conspícuos da costa e assim calcular uma posição. No entanto, é um instrumento essencialmente concebido para a observação da altura dos astros, Sol, Lua, planetas e estrelas.
O seu limbo tem uma extensão angular de 60º (origem da designação sextante) e está graduado de 0 º a 120 º. Nele corre uma alidade destinada a apontar o instrumento ao objecto visado e a realizar a leitura do ângulo medido. Um sistema de dupla reflexão, formado por um espelho móvel e um espelho fixo, permite efetuar a coincidência entre as imagens do horizonte visual e do objeto observado (ou dos dois objetos observados, no caso de se pretender medir o ângulo entre eles). O sextante marítimo, o mais comum, permite realizar medições angulares com uma exactidão de cerca de 0,5 minutos de arco. Devido à sua grande importância histórica na determinação da posição dos navios no mar, o sextante é o símbolo adotado pela navegação marítima e pelos navegadores há mais de duzentos anos.

## História
Em 1757, Campbell, um oficial da marinha inglesa, alarga o arco do limbo do octante para 60 º, nascendo assim o sextante. Mas foram precisos ainda mais vinte anos até que Tomaz Godfrey, um vidreiro de Filadélfia, aplicasse a ele dois espelhos dispostos de forma a coincidir as imagens de dois astros qualquer que fosse a distância a que se encontrassem, para que o sextante substituísse finalmente com vantagem o octante.

Medindo a altura do Sol acima do horizonte com um sextante

Até aos nossos dias foram aparecendo pequenas modificações de melhor adaptação ao uso corrente. Cabe salientar, a propósito, a adaptação de um horizonte artificial aperfeiçoado pelo Almirante Gago Coutinho e usado em 1922 na travessia aérea Lisboa/Rio de Janeiro. Já em 1733, Hadley, depois de ter apresentado o octante, publicou a descrição de um instrumento para medir alturas de astros sem o horizonte visível, recorrendo a um nível curvo. Era chamado sextante de bolha e durante décadas foi usado na aviação.

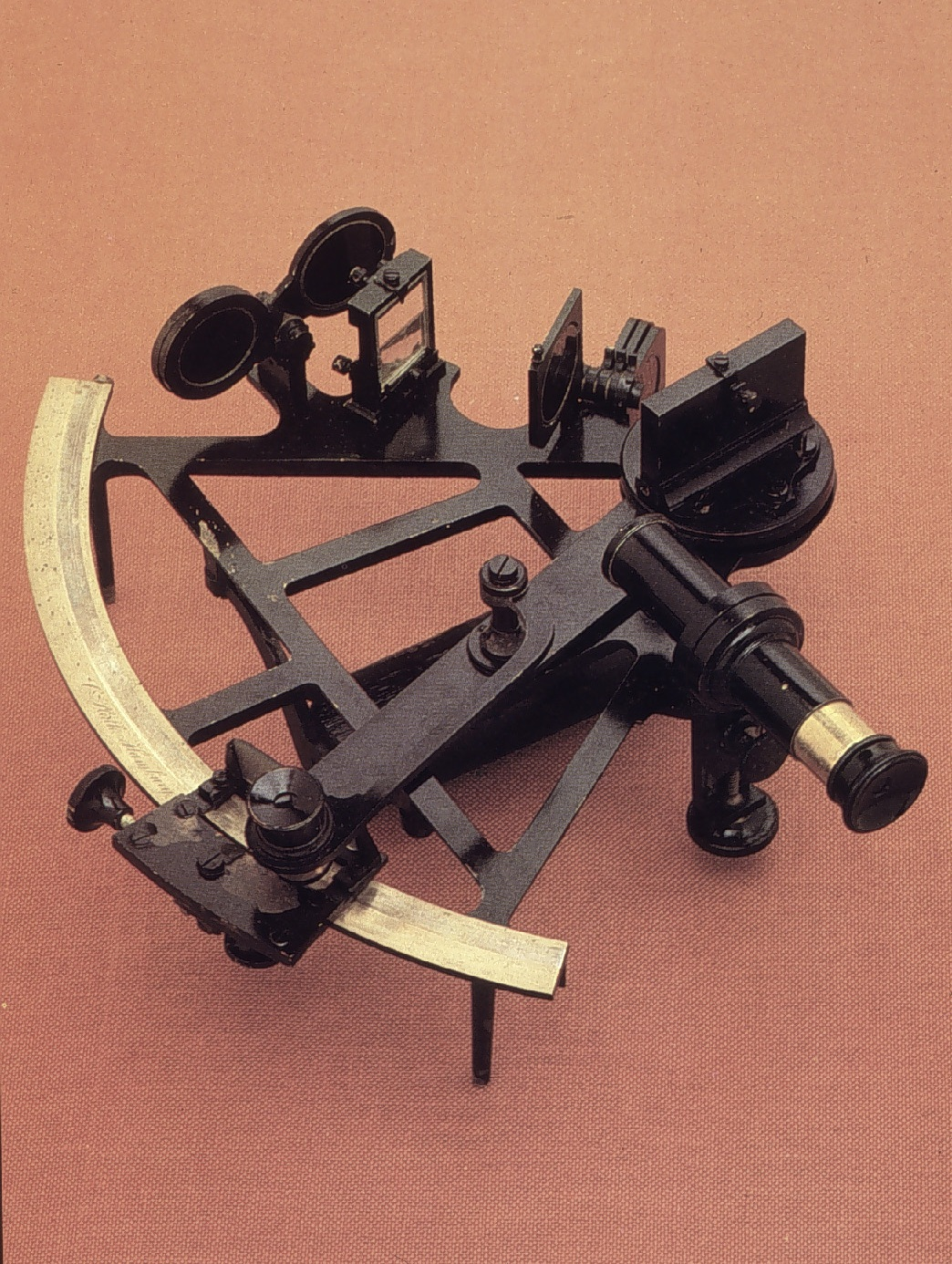
Um sextante de 1810

O sextante é formado por um suporte metálico, normalmente latão ou outro metal mais leve e rígido ou ainda, mais recentemente, de plástico, com a forma de um sector. Em torno do centro move-se a alidade, cujo extremo se desloca sobre um limbo graduado em graus com um dispositivo de fixação. Neste extremo da alidade existe outro dispositivo que, pelo princípio de Vernier, permite leituras até ao segundo com grande precisão. Solidário com a alidade move-se o espelho grande. Fixo ao sector encontra-se o espelho pequeno, que de facto é apenas meio-espelho, sendo a outra metade de vidro transparente. No extremo oposto do sector encontra-se a luneta enroscada no colar. Em ambos os espelhos encontram-se justapostos vidros coloridos que servem de filtros aos raios solares.
O funcionamento do sextante é simples. O objetivo é medir um ângulo entre dois objetos. Pega-se firme o instrumento e visa-se o horizonte através da luneta e movendo a alidade temos de levar a imagem reflectida do astro a coincidir com a imagem do horizonte visada diretamente. Se o astro visado é grande, como o sol ou a lua, a coincidência com o horizonte faz-se pelo limbo (borda) superior ou inferior do astro. A alidade indica no limbo do sextante o valor do ângulo medido.
Como instrumento de grande precisão, deve ser tratado com cuidado. Existe no entanto um erro que é preciso levar em conta nas leituras. Ao levar a alidade ao zero da escala, verifica-se algumas vezes que as imagens (direta e refletida) não estão devidamente alinhadas devido à falta de paralelismo de ambos os espelhos. Neste caso, deve-se mover a alidade até que a coincidência se verifique. A diferença então lida na escala tem o nome de erro de índice e deve-se aplicar a todos os cálculos para corrigir o valor do ângulo lido. Se esse valor for muito elevado, convém afinar os espelhos ou mandar fazê-lo numa casa da especialidade.